# NXキャリアロード
NXキャリアロード株式会社（エヌエックスキャリアロード、英: NX CAREERROAD Co.,Ltd.）は、東京都港区に本社を置く人材派遣・職業紹介・業務請負を行う企業。NIPPON EXPRESSホールディングスの子会社である。
日本通運の単独株式移転による持株会社制への移行、並びにグループブランド「NX」の導入に伴い、2022年1月1日付でキャリアロード株式会社（英: CAREERROAD Co.,Ltd.）から社名変更された。

## 主な事業所
- 宇都宮営業所 ‐ 栃木県宇都宮市宿郷2-7-16　メゾン千秀1F101号室
- 高崎営業所 ‐ 群馬県高崎市八島町32-11　ローズビル6階
- 渋谷営業所 ‐ 東京都渋谷区渋谷3-8-10　JS渋谷ビル6階
- 立川営業所 ‐ 東京都立川市錦町2-6-7　米川ビル4階
- 埼玉営業所 ‐ 埼玉県川越市脇田本町15-19　ニューパレスビル新館3階
- 蒲田営業所 ‐ 東京都大田区蒲田5-24-2　損保ジャパン日本興亜蒲田ビル6F
- 蒲田コーディネートセンター ‐ 東京都大田区蒲田5-24-2　損保ジャパン日本興亜蒲田ビル6F
- 大井センター - 東京都品川区勝島1-4-3　大井物流7号倉庫A棟M2階
- 東京物流事業所 - 東京都江東区新砂2-3-15　日本通運東京流通センター1号棟M2階
- 隅田川センター - 東京都江戸川区平井5-1-1 日本通運隅田川事業所内1号棟2階
- アマゾン事業所 ‐ 千葉県市川市塩浜2-13-1　市川FC
- 千葉営業所 ‐ 千葉県船橋市西船4-12-10　早稲田13時ビル6階
- ブローリア東京 - 千葉県船橋市西船4-12-10　早稲田13時ビル6階
- 千葉コーディネートセンター - 千葉県船橋市西船4-12-10　早稲田13時ビル6階
- 原木物流事業所 ‐ 千葉県市川市原木2526-26　日本通運㈱原木航空物流センター物流新棟3階
- 小田原営業所 ‐ 神奈川県小田原市栄町1-8-1　Y&Yビル3階
- 静岡営業所 ‐ 静岡県静岡市葵区日出町2-1　田中産商第一生命共同ビルディング7階
- 浜松営業所 ‐ 静岡県浜松市中央区板屋町110-5　浜松第一生命日通ビル1階
- 名古屋営業所 ‐ 愛知県名古屋市中村区名駅4-24-5　第二森ビル9階
- 京都営業所 ‐ 京都府京都市下京区材木町477-1　KSビル4階
- 枚方物流事業所 ‐ 大阪府枚方市長尾谷町1-2-1　GLP枚方III西棟5階
- 梅田営業所 ‐ 大阪府大阪市北区中津1-18-6　冨士アネックスビル6階
- 難波営業所 ‐ 大阪府大阪市中央区難波4-7-14　難波阪神ビル1階
- 神戸営業所 ‐ 兵庫県神戸市中央区三宮町2-2-4　昭和ビル3階
- 広島営業所 ‐ 広島県広島市中区立町2-29　朝日・日通広島ビル2階
- 福岡営業所 ‐ 福岡県福岡市博多区下呉服町1-1　日通ビル
- 熊本営業所 ‐ 熊本県熊本市中央区花畑12-1　エム・タワービル8階
- 北九州営業所 ‐ 福岡県北九州市小倉北区浅野2-11-15　小倉興産7号館406号室